# Крюковское (Ярославская область)
Крюковское — деревня в Ярославском районе Ярославской области. Входит в состав Некрасовского сельского поселения.

## География
Находится в восточной части Ярославской области на расстоянии приблизительно 15 км на север-северо-запад по прямой от железнодорожного вокзала Ярославль-Главный.

## История
Была отмечена еще на карте 1798 года. В 1859 году здесь (деревня Ярославского уезда Ярославской губернии) было учтено 17 дворов, в 1898 — 20.

## Население
Численность населения: 106 человек (1859 год), 23 (русские 48 %, езиды 52 %) в 2002 году, 25 в 2010.